# Zagłoba swatem
Zagłoba swatem. Komedia w jednym akcie – jednoaktowa komedia Henryka Sienkiewicza, napisana w 1900 roku z okazji jubileuszu 25-lecia pracy literackiej autora.
Pierwsze wydanie książkowe miało miejsce w 1922 roku. Rękopis jest przechowywany w Muzeum Henryka Sienkiewicza w Oblęgorku.

## Fabuła
Córka Oliwiusa, Zosia, kocha się w Janie Zarembie, towarzyszu lekkiego znaku, ale jej ojciec nie chce wyrazić zgody na to małżeństwo. Zaremba i Cyprian, przyjaciel młodych, postanawiają poprosić o pomoc pana Zagłobę.

## Bohaterowie[3]
- Zosia − córka Oliwiusa, kocha się w Zarembie,
- Cyprian − stary żołnierz, rezydent,
- Zaremba − towarzysz lekkiego znaku, kocha się w Zosi,
- Weronika i Marcjanna − rezydentki, krewne zmarłej żony Oliwiusa,
- Oliwius − eks-palestrant, ojciec Zosi,
- Zagłoba.

## Inscenizacje
Premiera sztuki miała miejsce 22 grudnia 1900 roku w Teatrze Wielkim w Warszawie. W roli Zaremby wystąpił Roman Żelazowski, Zofii − Tekla Trapszo, a Zagłoby − Mieczysław Frenkiel.
Tego samego dnia miały miejsce premiery w teatrach we Lwowie, Poznaniu i Krakowie.
Sztuka była także wystawiana pod tytułem Swaty pana Zagłoby.